# Province du Sud (Rwanda)
Pour les articles homonymes, voir Province du Sud.
La province du Sud (en kinyarwanda : Intara y'amajyepfo ; en anglais : Southern Province) est, depuis la réforme administrative de 2006, l'une des cinq provinces du Rwanda. Elle résulte de la fusion des anciennes provinces de Butare, Gikongoro et de Gitarama. Elle se trouve dans le sud.
Elle est composée de huit districts : 
- Muhanga ;
- Kamonyi ;
- Nyanza ;
- Gisagara ;
- Huye ;
- Nyaruguru ;
- Ruhango ;
- Nyamagabe.

Le chef-lieu de la province du Sud est situé à Busasamana, dans le district de Nyanza, mais les villes principales restent :

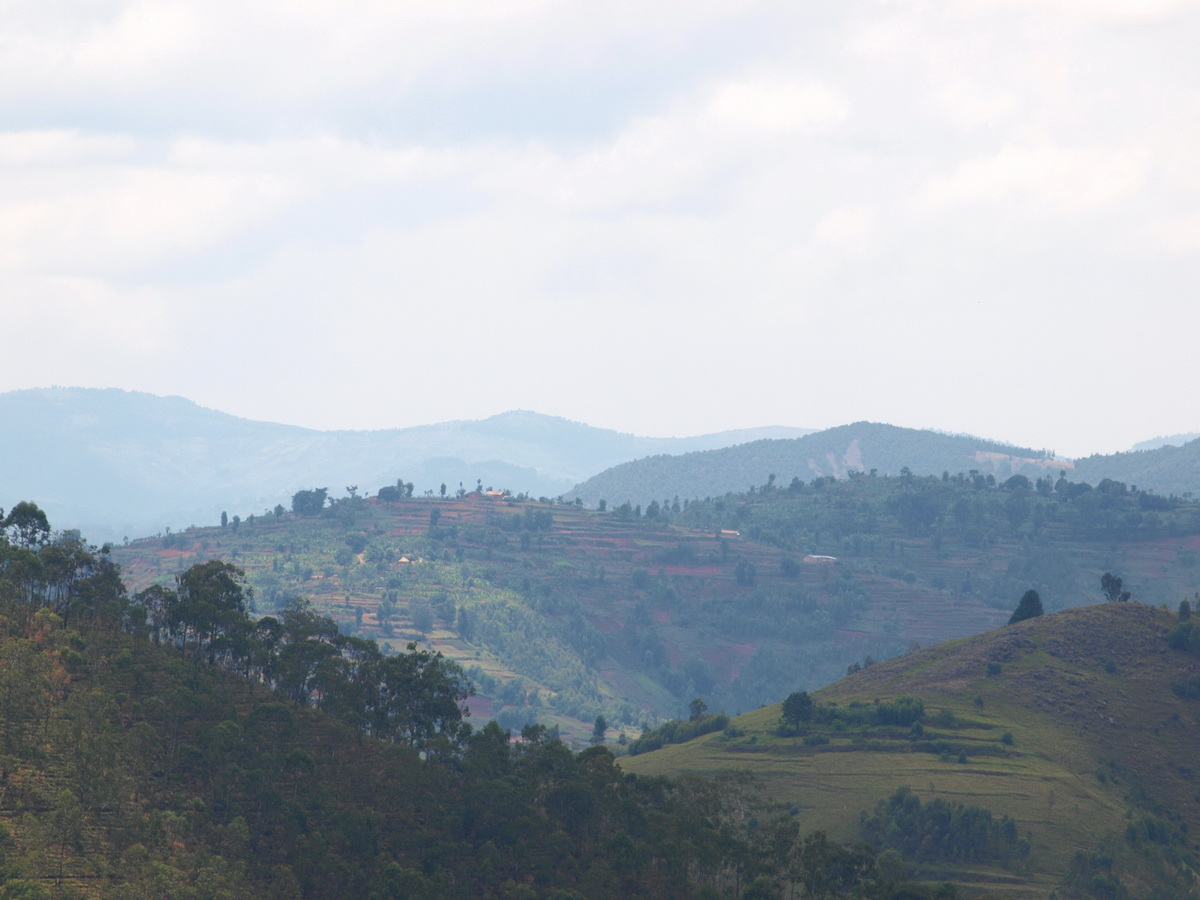
Paysage près de la frontière burundaise.

- Butare ;
- Gitarama ;
- Gikongoro.